# Kepler-32b
Kepler-32b (nom. alt. KOI 952.01) es un planeta extrasolar en órbita alrededor de su estrella, una  enana tipo, Kepler-32, en la constelación de Cygnus. Descubierto mediante el método de tránsito planetario con el  telescopio espacial Kepler en enero de 2012, presenta un semieje mayor de 0,0519 UA y una temperatura de 559,9 K. Un radio de 2,2 Tierras, una masa de 4,1  M  J , y un período orbital de 5,9012 días.